# Рудник (Велес)
Рудник (мкд. Рудник) је насеље у Северној Македонији, у средишњем делу државе. Рудник је насеље у оквиру општине Велес.
Рудник има велики значај за српску заједницу у Северној Македонији, пошто Срби чине мањину у насељу.

## Географија
Рудник је смештен у средишњем делу Северне Македоније. Од најближег града, Велеса, село је удаљено 20 km северно.
Село Рудник се налази у историјској области Повардарје. Село је подно Градиштанске планине, на приближно 480 метара надморске висине. Југозападно од села пружа се Каратманско поље.
Површина сеоског атара простире се на површини од 17,0 km².
Месна клима је измењена континентална са значајним утицајем Егејског мора (жарка лета).

## Историја
У месту је рођен комитски војвода Дане Ђурић, истакнути српски национални радник у Старој Србији. Због противљења деловању бугарских егзархиста, дошао је као њихов непријатељ на списак за убиство. Али успео је да се сачува, да би 1896. године ступио у контакт са Алексом Јовановићем из Битоља. Од тада почиње његово четовање по Старој Србији и Македонији, а од 1906. године придружио се српској четничкој акцији као војвода (са друге стране Вардара), под команду војводе Мицка Крстовића. Превео је породицу на сигурно у Србију и посветио се четовању. Већ 1907. године се повукао из борбе већ као старији човек, али је до ослобођења активно помагао српски покрет на југу. Умро је 1924. године у сиромаштву, заборављен од државе за коју се цео живот борио.

## Становништво
Рудник је према последњем попису из 2021. године имао 9 становника.
Претежна вероисповест месног становништва је православље.
| Национални састав према попису из 2021.‍ | Национални састав према попису из 2021.‍ | Национални састав према попису из 2021.‍ | Национални састав према попису из 2021.‍ | Национални састав према попису из 2021.‍ |
| --------------------------------------- | --------------------------------------- | --------------------------------------- | --------------------------------------- | --------------------------------------- |
|                                         |                                         |                                         |                                         |                                         |
| Македонци                               | Македонци                               |                                         | 6                                       | 66,7%                                   |
| Срби                                    | Срби                                    |                                         | 1                                       | 11,1%                                   |
| непописани                              | непописани                              |                                         | 2                                       | 22,2%                                   |